# Fernando Montoya
Fernando Montoya (Córdoba, Argentina, 27 de noviembre de 1954) es un abogado y político perteneciente a la Unión Cívica Radical, se desempeñó como Concejal de la ciudad de Córdoba en 1983, Senador Provincial en 1989 y Diputado Nacional entre los años 1997 y 2005.

## Biografía
Nacido el 27 de noviembre de 1954, Fernando Montoya se recibió de abogado. En 1983 fue elegido Concejal de la ciudad de Córdoba ocupando el segundo lugar de la lista
Candidato al Comité Capital UCR Ciudad de Córdoba 1985
En el año 1985 el intendente Ramón Bautista Mestre le propone a Montoya ser su candidato a Presidente del Comité Capital UCR Ciudad de Córdoba el cual Montoya acepta pero debió enfrentar en aquella interna al Presidente actual Carlos Alfredo Orgaz que buscaba su reelección.
El resultado de la interna fue la siguiente:
| Candidato        | Trayectoria                                                        | Grupo Interno                      | Porcentaje |
| ---------------- | ------------------------------------------------------------------ | ---------------------------------- | ---------- |
| Alfredo ORGAZ    | Diputado Provincial desde 1983 y Pte Comité UCR Capital desde 1983 | Línea Córdoba (sector Angelocista) | 64,70%     |
| Fernando Montoya | Concejal y Pte Consejo Deliberante desde 1983                      | Línea Córdoba (sector Mestrista)   | 35,30%     |

En 1989, Montoya es electo Senador de la Provincia por la Capital cargo que ocupó hasta 1993 y siendo reelecto hasta 1997 en los Gobiernos de Eduardo Cesar Angeloz (1983-1995) y Ramón Mestre (1995-1999). Montoya es electo Diputado Nacional en 1997 y reelecto en 2001 con el 36,97% (476.622 votos) de los votos por la Alianza (UCR y Frepaso). En los años 2000 y 2001, Argentina estaba pasando por momentos difíciles donde el pueblo sufría. 
Fernando Montoya perteneció dentro del Radicalismo a la corriente Línea Córdoba hasta principio del año 2018 y lu Identidad Radical (Alfonsinismo) y Becerrista) que apoya la candidatura de Dante Rossi que apoya a Ramón Javier Mestre.,En abril de 2015 la Línea Córdoba propuso a Montoya como candidato a Legislador Provincial cargo que no asumió al no ser electo en las elecciones.
Fue convencional nacional de la UCR en el periodo 2016-2018 por la Línea Córdoba y nuevamente desde 2018 por Identidad Radical (alfonsinismo Beccerista).

## Precandidatura a Intendente de Córdoba
Precandidatura 1999
En el año 1998 mientras cumplía su primer mandato como diputado Nacional, Montoya decidió presentarse como precandidato a intendente de Córdoba para las elecciones de 1999, pero para poder ganar la candidatura debía ir a internas contra el ex Vicegobernador (1987-1991) y Diputado Nacional (1993-2001), Mario Negri. En esas internas Montoya obtuvo el 18,07% de los votos perdiendo contra el 74,72% de Negri. Montoya había asegurado que si el lograba la candidatura y llegara a la intendencia solo estaría un mandato 4 años.
| Candidato        | Grupo Interno | Porcentaje |
| ---------------- | ------------- | ---------- |
| Mario Negri      | Modeso        | 74,72%     |
| Fernando Montoya | Línea Córdoba | 18,07%     |

Precandidatura 2007
En el año 2007 Montoya vuelve a presentarse como precandidato a Intendente pero esta vez debería enfrentar en internas al Presidente del Comité Capital del partido, Ramón Javier Mestre, pero al ver el apoyo que estaba obteniendo Mestre decidió bajar su precandidatura el 5 de mayo a solo días de la fecha de las internas.